# Nikolaus Herman
Nikolaus Herman, příp. též Nicolaus či Niklas (1500 Altdorf bei Nürnberg – 3. května 1561, Jáchymov), byl německý kantor, hudební skladatel a básník žijící v Čechách.

## Život
V roce 1518 přišel do Jáchymova a stal se zde učitelem na latinské škole. Byl horlivým stoupencem Lutherova reformačního hnutí. S Lutherem se osobně znal a na jeho radu zůstal v Jáchymově. Spřátelil se s místním farářem a ředitelem školy Johannem Mathesiem a často psal písně doprovázející jeho kázání. V roce 1557 odešel ze zdravotních důvodů do důchodu a zcela se věnoval psaní textů a komponování písní, které jsou v protestantských kostelech dodnes živé a mnohé přejala i církev katolická. V dnešním evangelickém kancionálu je 15 jeho písní a i katolická modlitební kniha z roku 1975 obsahuje několik jeho písní. Ve svých písních se zejména věnoval dětem a v roce 1560 vydal sbírku Die Sonntagsevangelia über das Jahr in Gesänge verfasset für die Kinder und christlichen Hausväter.

## Dílo
Nejznámější písně:
- Lobt Gott, ihr Christen alle gleich
- Erschienen ist der herrlich Tag
- Heut sein die lieben Engelein
- Wir wollen singn ein’ Lobgesang
- Ein wahrer Glaube Gotts Zorn stillt
- Die helle Sonn leucht’ jetzt herfür
- Hinunter ist der Sonnen Schein
- In Gottes Namen fahren wir
- Wenn mein Stündlein vorhanden ist